# Centrale nucléaire de Turkey Point
La centrale nucléaire de Turkey Point est installée en Floride près du Parc national de Biscayne, à environ 56 km au sud de Miami près de la frontière sud du comté de Dade, où elle occupe un terrain de 13 km2.

Vue aérienne prise en aout 1972 (Archives NARA)

## Description
Cette centrale est équipée de deux réacteurs à eau pressurisée (REP) construits par Westinghouse de caractéristiques identiques :
- Turkey Point 3 : 693 MWe, mise en service industrielle en 1972, autorisée jusqu'en 2052.
- Turkey Point 4 : 693 MWe, mise en service industrielle en 1973, autorisée jusqu'en 2053.

Le propriétaire est la compagnie Florida Power & Light (FPL) qui approvisionne tout le sud de la Floride. FPL a déposé en 2018 auprès de la NRC une demande de prolongation des deux réacteurs pour 20 années supplémentaires, soit jusqu'à 80 ans,. Cette demande a été validée le 5 décembre 2019, en faisant la première centrale nucléaire américaine à pouvoir fonctionner jusqu'à 80 ans.
Les deux premières unités Turkey Point 1 et 2 sont des centrales thermiques au fioul.

## Dégâts par l'ouragan Andrew
Le 24 août 1992, la centrale de Turkey Point a été endommagée par l'ouragan Andrew qui a provoqué 90 millions de dollars de dégâts au site sur des réservoirs externes et des unités de stockage de déchets, mais il n'a pas provoqué de dommages aux installations nucléaires proprement dites.
L'installation est conçue pour supporter sans dommages des vents jusqu'à 362 km/h.